# نيفيل أتكينسون
نيفيل أتكينسون (بالإنجليزية: Neville Atkinson)‏ هو طيار بريطاني، ولد في 7 يوليو 1933 في Beverley ‏ في المملكة المتحدة، وتوفي في 13 يناير 2007 في Fochabers ‏ في المملكة المتحدة.